# Pierre Bauduin
Pour les articles homonymes, voir Bauduin.
Pierre Bauduin (né le 5 mai 1964) est un historien médiéviste spécialisé dans l'étude des mondes normands.

## Carrière
Agrégé d'histoire, il devient professeur d'histoire-géographie en 1988. Parallèlement, il prépare une thèse sur la frontière normande aux Xe et XIe siècles sous la direction d'André Debord puis de Claude Lorren. Reçu docteur en histoire en 1998, il est accueilli par l'université de Caen en tant qu'enseignant-chercheur. Le CNRS lui décerne une médaille de bronze en 2007, reconnaissant en lui un « spécialiste de talent dans son domaine ». En 2007 (ou 2008), il est nommé à la tête du Centre de recherches archéologiques et historiques médiévales (CRAHM) devenu Centre de recherches archéologiques et historiques anciennes et médiévales (CRAHAM). En 2013, il est nommé membre senior de l'Institut universitaire de France.

## Champs de recherche
Pierre Bauduin s'intéresse principalement aux mondes normands, à savoir les fondations scandinaves en Occident (principalement la Normandie mais aussi en Angleterre). Il a particulièrement développé les conditions d'intégration des Scandinaves dans le monde franc. La Normandie fournit l'exemple d'une « accommodation » entre envahisseurs et aristocrates autochtones. Des problématiques telles que la construction des entités politiques et les liens sociaux (notamment les liens de parenté) traversent aussi son travail d'historien. 

## Principales œuvres

### Publications
- La première Normandie (Xe – XIe siècle) : sur les frontières de la haute Normandie, identité et construction d'une principauté  (préf. Régine Le Jan), Caen / Mont-Saint-Aignan, Presses universitaires de Caen / Publications des universités de Rouen et du Havre, coll. « Bibliothèque du Pôle universitaire normand », 2004, 469 p. (ISBN 2-84133-145-8, présentation en ligne). Réédition : La première Normandie (Xe – XIe siècle) : sur les frontières de la haute Normandie, identité et construction d'une principauté  (préf. Régine Le Jan), Caen / Mont-Saint-Aignan, Presses Universitaires de Caen / Publications des universités de Rouen et du Havre, coll. « Bibliothèque du Pôle universitaire normand », 2006, 2e éd., 481 p. (ISBN 978-2-84133-299-1).
- Les Vikings, Paris, PUF, coll. « Que sais-je ? », 2004, 126 p.  (ISBN 2130632807).
- « Des invasions scandinaves à l'établissement de la principauté de Rouen », in Elisabeth Deniaux, Claude Lorren, Pierre Bauduin, Thomas Jarry, La Normandie avant les Normands, de la conquête romaine à l’arrivée des Vikings, Rennes, Éditions Ouest-France Université, 2002, p. 365-415.
- Le Monde franc et les Vikings VIIIe-Xe siècles, Paris, Albin Michel, 2009
- Histoire des Vikings : des invasions à la diaspora, Paris, Tallandier, 2019, 665 p. (ISBN 979-10-210-2129-7 et 9791021021310).

Pierre Bauduin assure l'édition de :
- Les fondations scandinaves en Occident et les débuts du duché de Normandie : actes du colloque de Cerisy-la-Salle tenu du 25 au 29 septembre 2002, 76 Publications du CRAHM, 2005.

### Articles
- « 911, Rollon, chef des pirates normands, fonde le duché de Normandie » et « 1066, Guillaume le Conquérant, duc de Normandie, conquit l’Angleterre », 1515 et les grandes dates de l’Histoire de France revisitées par les grands historiens d’aujourd’hui, Alain Corbin (dir.), Paris, Seuil, 2005, p. 57-60 et 75-78.
- « Tabularia : le bilan d’une expérience engagée depuis cinq ans », dans les actes du colloque « De l’archive à l’open archive : l’historien et internet » (École française de Rome, 23-25 mars 2006), publiés sur le site de Ménestrel

### Autres productions
Pierre Bauduin a créé Tabularia, une revue en ligne sur les sources écrites de la Normandie médiévale. Il anime également le projet SCRIPTA (site caennais de recherche informatique sur les textes anciens), base de données prévue pour être mise à disposition des historiens sur Internet.